# Södergrundet (Brändö, Åland)
Södergrundet är skär i Åland (Finland). De ligger i Skärgårdshavet och i kommunen Brändö i landskapet Åland, i den sydvästra delen av landet. Öarna ligger omkring 62 kilometer nordöst om Mariehamn och omkring 230 kilometer väster om Helsingfors.
Arean för den av öarna koordinaterna pekar på är 1 hektar och dess största längd är 190 meter i nord-sydlig riktning. Trakten är glest befolkad. Närmaste större samhälle är Brändö, 13,1 km öster om Södergrundet.